# Lê Minh Thông (Tĩnh Gia)
Lê Minh Thông (20 tháng 12 năm 1961 – 31 tháng 8 năm 2018) là một chính trị gia người Việt Nam. Sinh thời ông là Đại biểu quốc hội Việt Nam khóa XIV nhiệm kì 2016–2021, thuộc đoàn đại biểu quốc hội tỉnh Thanh Hóa, Ủy viên Ban Thường vụ Đảng ủy Khối các cơ quan tỉnh, Ủy viên Ủy ban nhân dân tỉnh, Bí thư Đảng ủy, Giám đốc Sở Khoa học và Công nghệ tỉnh Thanh Hóa, Ủy viên Ủy ban Khoa học, Công nghệ và Môi trường của Quốc hội. Ông đã trúng cử đại biểu quốc hội năm 2016 ở đơn vị bầu cử số 4, tỉnh Thanh Hóa (gồm Triệu Sơn, Thiệu Hóa, Yên Định, Thọ Xuân) với tỉ lệ 79,49% số phiếu hợp lệ.

## Xuất thân
Lê Minh Thông sinh ngày 20 tháng 12 năm 1961, quê quán ở xã Định Hải, huyện Tĩnh Gia (nay là phường Hải Lĩnh), tỉnh Thanh Hóa, là con thứ 3 trong 5 người con của ông Lê Định Thành và bà Mai Thị Lới. Năm 1968, khi ông mới lên 7 tuổi thì nhận được tin người cha hy sinh ở chiến trường Quảng Trị. Ông hiện cư trú ở Số 04 Lương Thế Vinh, phường Ba Đình, thành phố Thanh Hóa, tỉnh Thanh Hóa.

## Giáo dục
- Giáo dục phổ thông: 10/10
- Đại học Nông nghiệp chuyên ngành Kinh tế
- Thạc sĩ Kinh tế quản lý công
- Tiến sĩ Kinh tế
- Cử nhân lí luận chính trị

## Sự nghiệp
Ông gia nhập Đảng Cộng sản Việt Nam vào ngày 20/12/1986.
Ông từng là đại biểu hội đồng nhân dân Tỉnh Thanh Hóa nhiệm kỳ 2004–2011.
Lê Minh Thông từng là Chủ tịch Ủy ban nhân dân huyện Tĩnh Gia.
Khi ứng cử đại biểu Quốc hội Việt Nam khóa XIV vào tháng 5 năm 2016 ông đang là ủy viên Thường vụ Đảng ủy Khối các cơ quan tỉnh, Bí thư Đảng ủy, Giám đốc Sở Khoa học và Công nghệ tỉnh Thanh Hóa, làm việc ở Sở Khoa học và Công nghệ tỉnh Thanh Hóa.
Ông đã trúng cử đại biểu quốc hội năm 2016 ở đơn vị bầu cử số 4, tỉnh Thanh Hóa (gồm Triệu Sơn, Thiệu Hóa, Yên Định, Thọ Xuân) với tỉ lệ 79,49% số phiếu hợp lệ.
Ông là Ủy viên Ban Thường vụ Đảng ủy Khối các cơ quan tỉnh, Ủy viên Ủy ban nhân dân tỉnh, Bí thư Đảng ủy, Giám đốc Sở Khoa học và Công nghệ tỉnh Thanh Hóa, Ủy viên Ủy ban Khoa học, Công nghệ và Môi trường của Quốc hội.
Ông làm việc ở Sở Khoa học và Công nghệ tỉnh Thanh Hóa. Ông đã được tặng Huy hiệu 30 tuổi Đảng và Huân chương Lao động Hạng Ba.

## Qua đời
Vào 14 giờ ngày 31 tháng 8 năm 2018, Lê Minh Thông được phát hiện đã tử vong (đột tử) trong phòng 204 Nhà khách Quốc hội 165 Nam Kỳ Khởi Nghĩa, phường 7, quận 3 Thành phố Hồ Chí Minh. Thời gian tử vong được xác định là từ 1h đến 3h sáng ngày 31/8/2018, trong khi đang nghỉ để chờ chuyến bay về Thanh Hóa vào lúc 13h30 ngày 31/8, sau chuyến công tác cùng Đoàn công tác của Ủy ban KHCN&MT của Quốc hội ở một số tỉnh miền Nam Việt Nam từ ngày 28 – 30/8.Cơ quan cảnh sát điều tra quận 3 Thành phố Hồ Chí Minh đã làm thủ tục pháp y và xác định nguyên nhân tử vong là do bệnh lý tim mạch.